# Генеральный инспекторат по чрезвычайным ситуациям (Республика Молдова)
Генеральный инспекторат по чрезвычайным ситуациям (рум. Inspectoratul General pentru Situații de Urgență) является структурой, подчиненной Министерству внутренних дел.
Гражданская защита Республики Молдова представляет собой систему мер и действий, предпринимаемых в масштабах всего государства в мирное и военное время, с целью обеспечения защиты населения, имущества в условиях природных и экологических бедствий, ущерба и катастроф, пожаров.

## История
В целях регулирования деятельности структур гражданской обороны Республики Молдова и в соответствии с декларацией независимости Республики Молдова в 1991 году Президент Республики Указом No 244 от 24 декабря 1991 года «О гражданской обороне Республики Молдова» издал указ о передаче под юрисдикцию Республики Молдова Генерального штаба гражданской обороны, его учреждений и командных органов, а также воинские части Гражданской обороны СССР, дислоцированные на территории республики.
Этим указом было установлено, что все имущество Генерального штаба Гражданской обороны Республики Молдова и подведомственных учреждений, вооружение и технико-материальная база воинских частей Гражданской обороны СССР, дислоцированных на территории республики, являются собственностью Республики Молдова.
Кроме того, Постановлением Правительства Республики Молдова No 265 от 14 мая 1993 года Генеральный штаб Гражданской обороны был подчинен Министерству обороны.
Затем Директивой Генерального штаба вооружённых Сил Республики Молдова No 17/018 от 01 сентября 1993 года Генеральный штаб Гражданской обороны был реорганизован в Департамент гражданской защиты и чрезвычайных ситуаций.
Принимая во внимание тот факт, что система гражданской защиты в большинстве развитых стран отделена от вооружённых Сил и специфику управления гражданской защитой в повседневном режиме, а также в исключительных ситуациях через центральные, местные государственные административные органы и экономических агентов, Правительство Республики Молдова Постановлением No 541 от 02 октября 1996 года вывело Департамент гражданской защиты и чрезвычайных ситуаций из подчинения Министерства обороны, а также Департамент пожарных и спасателей, подчиненный Министерству внутренних дел, со всеми их ведомственными структурами, техникой, наследием, основными и другими фондами, которые были включены в состав Департамента.
Законом Республики Молдова No 75-XV от 18 апреля 2001 года «О внесении изменений и дополнении в Закон No 64-ХМ» от 31 мая 1990 года название департамента было изменено, получив название Департамент по чрезвычайным ситуациям.
В связи с утверждением новой структуры публичного управления в соответствии с Постановлением Правительства No357 от 23.04.2005 года «О мерах реорганизации некоторых министерств и центральных административных органов Республики Молдова», Департамент по чрезвычайным ситуациям реорганизуется в состав Министерства внутренних дел. Основополагающие принципы организации гражданской защиты в республике, её задачи, правовые основы деятельности в этой сфере установлены Законом «О гражданской защите» No 271-XIII от 09 ноября 1994 года.